# Ursula Printz
Ursula Printz, född 1920, död 1993, var en tysk-svensk formgivare och keramiker. 
Familjen, som var judisk, kom som flyktingar till Sverige när Printz var 17 år. Printz fick anställning på Gustavsbergs porslinsfabrik efter att först fått en praktikplats 1939 hos Wilhelm Kåge. Printz blev 1942 föreståndare för avdelningen för fajansmåleri och skapade en serie figurer. Hon arbetade bland annat tillsammans med Karin Björquist. 1951 lämnade Printz Gustavsberg och började arbeta på Den kongelige Porcelainsfabrik i Köpenhamn.
Printz har gett namn åt Ursula Printz gata i Gustavsberg och finns representerad vid Nationalmuseum i Stockholm. 